# Óengus mac Colmáin
Pour les articles homonymes, voir Bec (homonymie).
Óengus mac Colmáin Bec (mort en 621) issu des Uí Néill du Sud fut un roi d'Uisnech et peut-être, selon certaines interprétations, co Ard ri Erenn de 618 à 621. Dans ce contexte on l'identifie habituellement avec le « Óengus» du Baile Chuinn Chétchathaig.

## Origine
Óengus mac Colmáin Bec appartenait à la lignée des Uí Néill du Sud. Selon les généalogies irlandaises, il était le fils de Colmán Bec († 587), un des deux fils homonymes (ou doublons ?) de Diarmait mac Cerbaill († 565). Plus tard le Caille Follamain tracera son ascendance à partir d'Óengus 

## Règne
Avant son accession au trône d'Uisnech, la participation d'Oengus dans les querelles entre les deux dynasties rivales des Uí Néill du Sud  le  Clan Cholmáin issu de  Colmán Már et le Síl nÁedo Sláine issu d'Áed Sláine  est relevée par les Annales d'Ulster. En 612, il  remporte la bataille de Obda  près de Navan (Comté de Meath) au cours de laquelle  Conall mac Loeg Breg mac Aedo Sláine est  tué. Cette bataille est peut-être liée aux revendications de Conall pour succéder à Áed Uaridnach  († 612)  comme Ard ri Erenn.
En 618 Óengus devient roi d'Uisnech à la suite de son frère ou cousin  Fergus mac Colmáin. Selon les Annales d'Ulster il est tué seulement trois ans après en 621
D'autres entrées dans les Chroniques d'Irlande relèvent  la mort de Óengus en 621  en le désignant  comme un fils de Colmán Már  mais avec le  titre de « regis Nepotum Neill » ou de « ríg h-Úa Neill » qui  semble être  un titre de substitution à celui de Ard ri Erenn  ou de  roi de Tara. Domnall Midi le fils de Murchad Midi est désigné comme son meurtrier ce qui est chronologiquement impossible.
Cette dénomination suggère qu'après que Suibne Menn  du Cenél nEógain des Uí  Neill du Nord  ait tué Máel Coba mac Áedo  en  615, il ait  soutenu les revendications Óengus comme Ard ri Erenn  plutôt que de prendre le pouvoir lui-même, ou peut-être qu'Óengus était un  Ard ri Erenn  adjoint dans le sud  .
Le  Baile Chuinn Chétchathaig, rédigé à la  fin du VIIe siècle sous le règne de Fínnachta Fledach   des  Uí Néill du Sud  fait apparaitre un roi désigné sous le vocable  Sóer Óengus  (i.e le Noble  Óengus)  entre  Suibne et Domnall. Dans une autre source  Marianus Scotus désigne également Óengus comme un Haut Roi  .

## Postérité
Les deux fils d'Óengus mac Colmáin Bec:   Máel Umai mac Óengussa et Colgu mac Óengussa furent tués par Diarmait mac Aedo Sláine  ( † 665), lors de la bataille de Cuil Caeláin en 635  dans le cadre des querelles endémiques entre les Ui Neill du Sud  .
Son petit-fils, Fáelchú mac Maele Umai est tué à son tour lors de la  bataille de Ogamain en 662 en combattant aux côtés de Conaing Cuirre mac Congaile de Cnogba  et de Blathmac mac Aedo Sláine (†665) contre les partisans du même  Diarmait mac Sláine Aedo. La dynastie se poursuit avec l'éponyme Follamán mac Cu Gongelt (tué en 766) 

## Sources
- (en) Cet article est partiellement ou en totalité issu de l’article de Wikipédia en anglais intitulé « Óengus mac Colmáin » (voir la liste des auteurs), édition du 30 mai 2011.
- (en) Edel Bhreathnach, The Kingship and landscape of Tara  Editor Four Press Courts (Dublin 2005)  (ISBN 1-85182-954-7).